# ديفة
ديفة قرية في ناحية المزيرعة التابعة لمنطقة الحفّة في محافظة اللاذقية. بلغ عدد سكانها 403 نسمة عام 2004.